# Erdal Bibo
Erdal Bibo (Scutari, 8 gennaio 1977) è un ex cestista turco.

## Palmarès
- Campionato turco: 2

Efes Pilsen: 1995-96, 1996-97
- Coppa di Turchia: 1

Efes Pilsen: 2000-01
- Coppa Korać: 1

Efes Pilsen: 1995-96